# Partecipanti all'Amstel Gold Race 2023
Elenco dei partecipanti all'Amstel Gold Race 2023.
L'Amstel Gold Race 2023 è stata la cinquantasettesima edizione della corsa. Alla competizione presero parte venticinque squadre: le diciotto con licenza UCI World Tour 2023 e sette dell'UCI ProTeam.
Ciascuna delle squadre è composta da sette ciclisti, per un totale di 175 ciclisti accreditati alla partenza.

## Corridori per squadra
| Ineos Grenadiers         | Ineos Grenadiers         | Ineos Grenadiers         | AG2R Citroën Team      | AG2R Citroën Team          | AG2R Citroën Team      | Jumbo-Visma           | Jumbo-Visma           | Jumbo-Visma           |
| ------------------------ | ------------------------ | ------------------------ | ---------------------- | -------------------------- | ---------------------- | --------------------- | --------------------- | --------------------- |
| N°                       | Ciclista                 | Clas.                    | N°                     | Ciclista                   | Clas.                  | N°                    | Ciclista              | Clas.                 |
| 1                        | Michał Kwiatkowski       | 72°                      | 11                     | Benoît Cosnefroy           | 21°                    | 21                    | Tiesj Benoot          | 15°                   |
| 2                        | Thomas Pidcock           | 3°                       | 12                     | Michael Schär              | R                      | 22                    | Lennard Hofstede      | R                     |
| 3                        | Brandon Rivera           | R                        | 13                     | Mikaël Cherel              | R                      | 23                    | Gijs Leemreize        | R                     |
| 4                        | Kim Heiduk               | 69°                      | 14                     | Valentin Retailleau        | R                      | 24                    | Sam Oomen             | 48°                   |
| 5                        | Connor Swift             | 67°                      | 15                     | Stan Dewulf                | R                      | 25                    | Attila Valter         | 30°                   |
| 6                        | Magnus Sheffield         | 46°                      | 16                     | Dorian Godon               | R                      | 26                    | Tosh Van Der Sande    | R                     |
| 7                        | Joshua Tarling           | R                        | 17                     | Greg Van Avermaet          | 26°                    | 27                    | Jos van Emden         | R                     |
| Alpecin-Deceuninck       | Alpecin-Deceuninck       | Alpecin-Deceuninck       | Bora-Hansgrohe         | Bora-Hansgrohe             | Bora-Hansgrohe         | UAE Team Emirates     | UAE Team Emirates     | UAE Team Emirates     |
| N°                       | Ciclista                 | Clas.                    | N°                     | Ciclista                   | Clas.                  | N°                    | Ciclista              | Clas.                 |
| 31                       | Søren Kragh Andersen     | 40°                      | 41                     | Jai Hindley                | 12°                    | 51                    | Tadej Pogačar         | 1°                    |
| 32                       | Fabio Van Den Bossche    | R                        | 42                     | Patrick Gamper             | R                      | 52                    | Sjoerd Bax            | R                     |
| 33                       | Xandro Meurisse          | R                        | 43                     | Sergio Higuita             | R                      | 53                    | Felix Großschartner   | R                     |
| 34                       | Robert Stannard          | 74°                      | 44                     | Nils Politt                | R                      | 54                    | Marc Hirschi          | 36°                   |
| 35                       | Jimmy Janssens           | R                        | 45                     | Luis-Joe Lührs             | R                      | 55                    | Rui Oliveira          | R                     |
| 36                       | Tobias Bayer             | R                        | 46                     | Giovanni Aleotti           | 51°                    | 56                    | Ryan Gibbons          | R                     |
| 37                       | Gianni Vermeersch        | 14°                      | 47                     | Ide Schelling              | 53°                    | 57                    | Matteo Trentin        | 52°                   |
| Intermarché-Circus-Wanty | Intermarché-Circus-Wanty | Intermarché-Circus-Wanty | EF Education-EasyPost  | EF Education-EasyPost      | EF Education-EasyPost  | Soudal Quick-Step     | Soudal Quick-Step     | Soudal Quick-Step     |
| N°                       | Ciclista                 | Clas.                    | N°                     | Ciclista                   | Clas.                  | N°                    | Ciclista              | Clas.                 |
| 61                       | Loïc Vliegen             | R                        | 71                     | Ben Healy                  | 2°                     | 81                    | Rémi Cavagna          | 23°                   |
| 62                       | Lilian Calmejane         | R                        | 72                     | Mikkel Frølich Honoré      | R                      | 82                    | Dries Devenyns        | R                     |
| 63                       | Rui Costa                | 32°                      | 73                     | Andrea Piccolo             | 66°                    | 83                    | Jannik Steimle        | R                     |
| 64                       | Dries De Pooter          | R                        | 74                     | Neilson Powless            | R                      | 84                    | Mauro Schmid          | 37°                   |
| 65                       | Lorenzo Rota             | 61°                      | 75                     | Sean Quinn                 | R                      | 85                    | Martin Svrček         | R                     |
| 66                       | Dion Smith               | 50°                      | 76                     | James Shaw                 | 70°                    | 86                    | Stan Van Tricht       | 25°                   |
| 67                       | Georg Zimmermann         | 49°                      | 77                     | Julius van den Berg        | R                      | 87                    | Andrea Bagioli        | 6°                    |
| Lidl-Trek                | Lidl-Trek                | Lidl-Trek                | Groupama-FDJ           | Groupama-FDJ               | Groupama-FDJ           | Bahrain Victorious    | Bahrain Victorious    | Bahrain Victorious    |
| N°                       | Ciclista                 | Clas.                    | N°                     | Ciclista                   | Clas.                  | N°                    | Ciclista              | Clas.                 |
| 91                       | Bauke Mollema            | 29°                      | 101                    | David Gaudu                | R                      | 111                   | Matej Mohorič         | 33°                   |
| 92                       | Toms Skujiņš             | 28°                      | 102                    | Lars van den Berg          | 65°                    | 112                   | Filip Maciejuk        | R                     |
| 93                       | Quinn Simmons            | R                        | 103                    | Valentin Madouas           | 11°                    | 113                   | Jonathan Milan        | R                     |
| 94                       | Otto Vergaerde           | R                        | 104                    | Kevin Geniets              | 16°                    | 114                   | Matevž Govekar        | R                     |
| 95                       | Mattias Skjelmose        | 8°                       | 105                    | Romain Grégoire            | R                      | 115                   | Fran Miholjević       | R                     |
| 96                       | Markus Hoelgaard         | R                        | 106                    | Quentin Pacher             | R                      | 116                   | Nikias Arndt          | 57°                   |
| 97                       | Mathias Vacek            | R                        | 107                    | Rudy Molard                | 62°                    | 117                   | Wout Poels            | 22°                   |
| Team DSM                 | Team DSM                 | Team DSM                 | Cofidis                | Cofidis                    | Cofidis                | Movistar Team         | Movistar Team         | Movistar Team         |
| N°                       | Ciclista                 | Clas.                    | N°                     | Ciclista                   | Clas.                  | N°                    | Ciclista              | Clas.                 |
| 121                      | Martijn Tusveld          | R                        | 131                    | Bryan Coquard              | 55°                    | 141                   | Ruben Guerreiro       | 39°                   |
| 122                      | Oscar Onley              | R                        | 132                    | Alexandre Delettre         | R                      | 142                   | Alex Aranburu         | 31°                   |
| 123                      | Romain Combaud           | R                        | 133                    | Axel Zingle                | 10°                    | 143                   | Jorge Arcas           | R                     |
| 124                      | Sean Flynn               | R                        | 134                    | Jonathan Lastra            | R                      | 144                   | Gorka Izagirre        | R                     |
| 125                      | Leon Heinschke           | R                        | 135                    | Pierre-Luc Périchon        | R                      | 145                   | Johan Jacobs          | R                     |
| 126                      | Matthew Dinham           | 27°                      | 136                    | Jelle Wallays              | R                      | 146                   | Gonzalo Serrano       | 41°                   |
| 127                      | Kevin Vermaerke          | 44°                      | 137                    | André Carvalho             | R                      | 147                   | José Joaquín Rojas    | 64°                   |
| Astana Qazaqstan Team    | Astana Qazaqstan Team    | Astana Qazaqstan Team    | Team Jayco AlUla       | Team Jayco AlUla           | Team Jayco AlUla       | Team Arkéa-Samsic     | Team Arkéa-Samsic     | Team Arkéa-Samsic     |
| N°                       | Ciclista                 | Clas.                    | N°                     | Ciclista                   | Clas.                  | N°                    | Ciclista              | Clas.                 |
| 151                      | Aleksej Lucenko          | 5°                       | 161                    | Luke Durbridge             | R                      | 171                   | Warren Barguil        | 35°                   |
| 152                      | Christian Scaroni        | R                        | 162                    | Jan Maas                   | R                      | 172                   | Louis Barré           | 47°                   |
| 153                      | David de la Cruz         | 34°                      | 163                    | Lawson Craddock            | R                      | 173                   | Clément Champoussin   | R                     |
| 154                      | Simone Velasco           | 17°                      | 164                    | Alexandre Balmer           | R                      | 174                   | Anthony Delaplace     | R                     |
| 155                      | Samuele Battistella      | 54°                      | 165                    | Christopher Juul Jensen    | 75°                    | 175                   | Simon Guglielmi       | 77°                   |
| 156                      | Andrej Zejc              | NP                       | 166                    | Matteo Sobrero             | 38°                    | 176                   | Łukasz Owsian         | 73°                   |
| 157                      | Gianni Moscon            | R                        | 167                    | Zdeněk Štybar              | R                      | 177                   | Mathis Le Berre       | R                     |
| Lotto Dstny              | Lotto Dstny              | Lotto Dstny              | TotalEnergies          | TotalEnergies              | TotalEnergies          | Team Flanders-Baloise | Team Flanders-Baloise | Team Flanders-Baloise |
| N°                       | Ciclista                 | Clas.                    | N°                     | Ciclista                   | Clas.                  | N°                    | Ciclista              | Clas.                 |
| 181                      | Pascal Eenkhoorn         | 18°                      | 191                    | Fabien Grellier            | R                      | 201                   | Jenno Berckmoes       | 59°                   |
| 182                      | Arjen Livyns             | 71°                      | 192                    | Mattéo Vercher             | R                      | 202                   | Kamiel Bonneu         | 43°                   |
| 183                      | Harry Sweeny             | R                        | 193                    | Valentin Ferron            | 13°                    | 203                   | Vito Braet            | R                     |
| 184                      | Jarrad Drizners          | R                        | 194                    | Dries Van Gestel           | R                      | 204                   | Alex Colman           | R                     |
| 185                      | Andreas Kron             | 4°                       | 195                    | Mathieu Burgaudeau         | 19°                    | 205                   | Sander De Pestel      | R                     |
| 186                      | Maxim Van Gils           | 7°                       | 196                    | Sandy Dujardin             | 24°                    | 206                   | Elias Maris           | 60°                   |
| 187                      | Rüdiger Selig            | R                        | 197                    | Thomas Bonnet              | R                      | 207                   | Ward Vanhoof          | R                     |
| Q36.5 Pro Cycling Team   | Q36.5 Pro Cycling Team   | Q36.5 Pro Cycling Team   | Uno-X Pro Cycling Team | Uno-X Pro Cycling Team     | Uno-X Pro Cycling Team | Israel-Premier Tech   | Israel-Premier Tech   | Israel-Premier Tech   |
| N°                       | Ciclista                 | Clas.                    | N°                     | Ciclista                   | Clas.                  | N°                    | Ciclista              | Clas.                 |
| 211                      | Tom Devriendt            | R                        | 221                    | Fredrik Dversnes           | 56°                    | 231                   | Michael Woods         | R                     |
| 212                      | Walter Calzoni           | R                        | 222                    | Martin Urianstad           | R                      | 232                   | Simon Clarke          | 20°                   |
| 213                      | Tobias Ludvigsson        | R                        | 223                    | Anthon Charmig             | R                      | 233                   | Hugo Houle            | 68°                   |
| 214                      | Alessandro Fedeli        | R                        | 224                    | Anders Johannessen         | R                      | 234                   | Nick Schultz          | R                     |
| 215                      | Cyrus Monk               | 58°                      | 225                    | Tobias Halland Johannessen | 76°                    | 235                   | Corbin Strong         | R                     |
| 216                      | Kamil Małecki            | R                        | 226                    | Jacob Hindsgaul            | R                      | 236                   | Guillaume Boivin      | R                     |
| 217                      | Nicolò Parisini          | R                        | 227                    | Jonas Gregaard             | R                      | 237                   | Daryl Impey           | R                     |
| Tudor Pro Cycling Team   |                          |                          |                        |                            |                        |                       |                       |                       |
| N°                       | Ciclista                 | Clas.                    |                        |                            |                        |                       |                       |                       |
| 241                      | Alexander Kamp           | 9°                       |                        |                            |                        |                       |                       |                       |
| 242                      | Jacob Eriksson           | R                        |                        |                            |                        |                       |                       |                       |
| 243                      | Aloïs Charrin            | R                        |                        |                            |                        |                       |                       |                       |
| 244                      | Nils Brun                | 63°                      |                        |                            |                        |                       |                       |                       |
| 245                      | Arthur Kluckers          | 42°                      |                        |                            |                        |                       |                       |                       |
| 246                      | Miká Heming              | R                        |                        |                            |                        |                       |                       |                       |
| 247                      | Lucas Eriksson           | 45°                      |                        |                            |                        |                       |                       |                       |